# 臺安醫院 (臺北市)

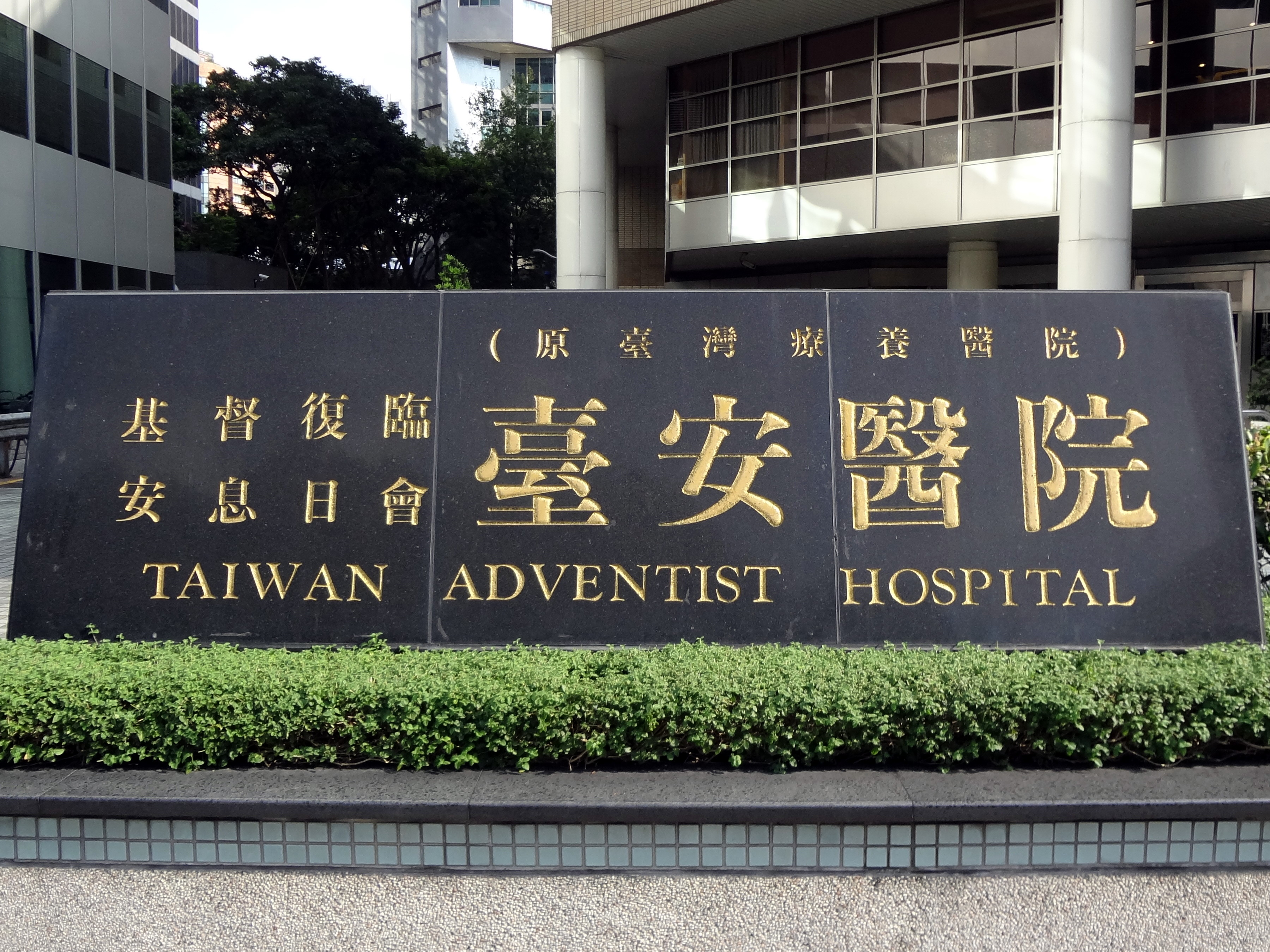
臺安醫院大門石碑

基督復臨安息日會醫療財團法人臺安醫院，簡稱臺安醫院，是位於臺灣臺北市的醫院，由基督復臨安息日會所創辦。

## 歷史
- 1949年，上海安息日會教友隨著國共內戰敗戰的國民政府來臺灣；鑑於臺灣醫院尚寡，募款籌資數年，於1955年3月28日開立「基督復臨安息日會臺灣療養醫院」，開院時設有70張病床，設備新穎。
- 1965年，臺灣療養醫院床位增至150床，成立牙科門診。
- 1985年，臺灣療養醫院醫療大樓興建工程開工。
- 1986年，臺灣療養醫院更名為「基督復臨安息日會臺安醫院」，一般病床及加護病床、洗腎病床、精神科日間病床等特殊病床等共計約450床。
- 1987年，臺安醫院醫療大樓落成啟用，增設洗腎中心。
- 1994年，行政院衛生署公布臺安醫院評級為「區域教學醫院」。
- 1996年，臺安醫院依據《醫療法》辦理醫療財團法人。
- 1997年，行政院衛生署教學醫院評鑑結果，臺安醫院評級為「準區域醫院」。
- 1999年，行政院衛生署評定臺安醫院為「區域醫院（教學）醫院」。
- 2000年，臺安醫院編製院歌。
- 2002年，牧師子輝擔任醫療財團法人董事長，臺安醫院健康管理中心興建工程開工。
- 2009年，醫療財團法人全銜變更為「基督復臨安息日會醫療財團法人」，臺安醫院獲行政院衛生署新制醫院評鑑特優。
- 2012年，通過「JCI國際醫療評鑑」認證本院醫療品質。
- 2015年，通過「JCI國際醫療評鑑」再認證。
- 2018年，通過「JCI國際醫療評鑑」再認證。

## 另見
- 港安醫院

## 外部連結
- 官方网站